# Tonta tonta pero no tanto
Tonta tonta pero no tanto es una película mexicana de comedia y aventura de 1972, dirigida por Fernando Cortés y protagonizada por María Elena Velasco «La India María» y Sergio Ramos «El Comanche».Ésta es una de las primeras películas en que Velasco interpreta el personaje de La India María.

## Trama
María Nicolasa Cruz es una mazahua analfabeta que vive en el pueblo ficticio de San José de los burros, debido a sus precarias condiciones de vida decide irse a probar aventura a la Ciudad de México despidiéndose de sus padres y del cura del pueblo, como ya lo había hecho su prima Eufemia quien le escribe mandándole su dirección y que si iba le conseguiría trabajo. Pretende abordar el ferrocarril en compañía de su burro Filemón, pero es obligada a bajar al burro por lo que lo deja a la custodia de sus padres. Al llegar a México dos mujeres se le acercan para robarle su dinero y pertenencias de valor sin que ella se diera cuenta. Entre los objetos que le roban estaba la dirección de su prima Eufemia por lo que comienza a vagar sin rumbo preguntando a todas las personas que encuentra si conoce a su prima Eufemia sin tener una respuesta afirmativa. En su morral trae unas naranjas y se sienta con otras mujeres comerciantes a venderlas pero estas la rechazan. Llegan unos policías y se llevan a las mujeres menos a María que se confunde y en lugar de subirse a la patrulla como se lo ordenaron los policías se mete a una elegante limusina, propiedad de doña Julia Escandón de León, condesa del valle quien la corre de la limusina y se salva de ser llevada a la delegación, sin embargo al llegar la noche no tiene otro remedio que dormirse en un parque público en donde obliga a los policías a que la lleven a prisión en donde pasa la noche. Ahí le recomiendan que asista a Televisa al programa de televisión de Paco Malgesto para buscar a su prima por este medio. María asiste al programa y tras unos divertidos diálogos, y la presentación estelar de Lucecita Benítez María logra encontrar a su prima quien resulta ser novia del chofer de doña Julia Escandón. Su prima Eufemia le propone trabajar con doña Julia y le recomienda que siga su locura ya que la viuda cree que su difunto esposo sigue vivo y que solo ella lo ve. De esta forma, María conquista a la Condesa y se queda a trabajar con ellos. Sin embargo, tanto Clotilde el ama de llaves como el mayordomo, la propia Eufemia, Lucy sobrina de doña Julia y su novio traman quedarse con la fortuna de doña Julia pero María con su honradez logra descubrir todas las intrigas y detenerlas siendo fiel a su patrona. Sin embargo, cae en una trampa haciéndole creer a doña Julia que María tomó sus joyas y va a dar a la cárcel, no sin antes encontrarse con un amigo del pueblo el licenciado Crescencio o chencho quien finge no reconocer a María para no caer en familiaridades. María tiene que recurrir nuevamente a su amigo Paco Malgesto para demostrar su inocencia y el caso es seguido por televisión volviendo famosa a María, de esta forma, consigue empleo en un consultorio odontológico donde vuelve a suceder otro divertido enredo, ya que el supuesto dentista finge su muerte por asesinato y María descubre el cadáver en la chimenea; sin embargo, María se da cuenta de que hay algo raro en el asunto y le comunica sus investigaciones a Chencho quien la ignora, María sola descubre que el dentista es un estafador internacional que se transforma en diversas personalidades para fingir su muerte y después cobrar los seguros de vida con ayuda de su mujer que es su cómplice. Al ser descubiertos, estos sospechan que María es en realidad un agente secreto encubierto de la Interpol, por lo que sus hombres van tras ella. María logra esquivar intentos de asesinato sin darse cuenta, y contacta a Chencho por última vez, pero es encarcelada y llevada de nuevo a San José de los Burros.  El éxito policiaco de María nuevamente es transmitido por televisión, y la policía y Chenco le entregan a María la recompensa obtenida por la caza del estafador y decide utilizar el dinero para fundar la primera escuela de su pueblo para niños y adultos para evitar que sean burros y analfabetas como ella. La película termina con una alegre competencia de disfraces y carreras de burros en donde María gana ambos concursos con su burro Filemón.

## Reparto
| Personaje                                     | Actor                                |
| --------------------------------------------- | ------------------------------------ |
| María Nicolasa Cruz                           | María Elena Velasco «La India María» |
| Lic. Crescencio "Chencho" Torrijos            | Sergio Ramos «El Comanche»           |
| Lucy                                          | Anel                                 |
| Doña Julia Escandón de León Condesa del Valle | Emma Arvizu                          |
| Paco Malgesto                                 | Él mismo                             |
| Eufemia, prima de María                       | Alicia del Lago                      |
| Viuda de Leandro Mckinley                     | Kiki Herrera Calles                  |
| Viuda de Wilfredo Villegas                    | Mariela Flores                       |
| Gómez, ayudante de Chencho                    | Héctor «Cholo» Herrera               |
| Antonio Calvo y Hermosillo                    | Mario Casillas                       |
| El mayordomo                                  | Antonio Bravo                        |
| Wilfredo Villegas, Leandro Mckinley           | Julián de Meriche                    |
| Clotilde, ama de llaves                       | Hortensia Santoveña                  |